# زندگی مدرن روکو
زندگی مدرن روکو یک مجموعه تلویزیونی انیمیشن آمریکایی است که توسط جو موری برای شبکه نیکلودئون ساخته شده‌است.